# Vittaria guineensis
Vittaria guineensis är en kantbräkenväxtart som beskrevs av Nicaise Augustin Desvaux. Vittaria guineensis ingår i släktet Vittaria och familjen Pteridaceae.

## Underarter
Arten delas in i följande underarter:
- V. g. camerooniana
- V. g. orientalis